# Denny (Denisova 11)
Denny (Denisova 11) là một mẫu hóa thạch ~90,000 tuổi của một cá thể nữ con lai Neanderthal-Denisova tầm 13 tuổi. Tới nay, đây là cá thể hominin lai độc nhất vô nhị được phát hiện. Di cốt của Denny bao gồm một mảnh xương dài hóa thạch duy nhất trong tổng số 2.000 mảnh cốt không thể xác định bằng mắt được khai quật tại Hang Denisova ở Dãy Altay, Nga vào năm 2012.